# 変換辞書
変換辞書（へんかんじしょ）とは、インプットメソッドにおいて文を入力する際にシステムが参照するための辞書データ。
日本語入力システムでは、主に仮名での入力に対し漢字仮名交じりの出力を返すものを言う。
システムにデフォルトとして用意されたものをシステム辞書、ユーザーが各自の需要に合わせて作成するものをユーザー辞書と言う。
また、様々に特化したジャンルの語彙を収録した辞書データが有料、無料で提供されており、これらも変換辞書と呼ばれている。